# Ginés Ganga Tremiño
Ginés Ganga Tremiño (Elx, 31 de maig de 1900 - Mèxic, 23 d'abril de 1944) fou un dirigent socialista valencià, net de Ginés Ganga Galbis i fill d'Alberto Ganga y Bru, polítics conservadors.

## Biografia
Es doctorà en filosofia i lletres a la Universitat de Madrid, el 1918 s'afilià a les Joventuts Socialistes d'Espanya i més tard al PSOE. Col·laborà a diversos diaris il·licitans i treballà com a professor de Llengua espanyola a les Universitats de Tolosa de Llenguadoc (1923), París (1927) i Praga (1929-1932).
En proclamar-se la Segona República Espanyola es va implicar encara més en la vida política. Tot i ser catedràtic de filosofia a l'Institut de Segòvia, fou candidat a les eleccions generals espanyoles de 1933 per la província d'Alacant, però no fou escollit. Seguidor de Francisco Largo Caballero, participà en la vaga general del 5 d'octubre de 1934 i fou detingut i processat. Alliberat, fou elegit diputat pel Front Popular a les eleccions generals espanyoles de 1936.
Durant la guerra civil espanyola va compaginar des de juny de 1938 la seva tasca com a professor a un institut d'Elx amb el nomenament de comandant d'Intendència i Comissari Polític de l'Escola Naval de Cartagena. En acabar el conflicte marxà a Casablanca, on fou internat a diversos camps de concentració fins al 1942, quan va poder marxar a Mèxic gràcies a la JARE. Va col·laborar amb la Casa de València de Mèxic i va morir d'un atac de cor uns anys després.

## Obres
- Ociosidades (1926)